# 김나영 (1995년)
김나영(1995년 11월 23일 ~ )은 대한민국의 배우이다. 과거 걸 그룹 구구단의 일원으로 활동했다.

## 학력
- 서울정목초등학교 (졸업)
- 신목중학교 (졸업)
- 경복여자고등학교 (졸업)
- 백석예술대학교 실용음악과 (졸업)

## 출연 작품

### 뮤지컬, 연극
- 2019년 뮤지컬 《메피스토》 - 마르게타 역
- 2019년 연극 《우리집에 왜 왔니》 - 서재희 역
- 2022년 뮤지컬 《광주》 - 정화인 역

### 드라마
- 2016년 KBS2 《우리집에 사는 남자》 - 구구단 나영 역 (특별출연)
- 2017년 MBC 《20세기 소년소녀》 - 대리소녀 멤버 역 (특별출연)

## 연기 외 활동

### 텔레비전 프로그램
- 2016년 Mnet 《PRODUCE 101》
- 2017년 On Style 《매력티비》
- 2017년 KBS2 《배틀트립》
- 2017년 tvN 《시간을 달리는 남자》
- 2017년 JTBC 《비정상회담》
- 2018년 MBC 《미스터리 음악쇼 복면가왕》 - 안 뽑아주면 색 바꿔서 또 나온다! 카멜레온 <참가자>
- 2019년 tvn 《V-1》

## 음반 작품

### 솔로
- "Taxi" (2016, 은하, 성소, 유아, 낸시, 나영)